# Altes Rathaus (Untergruppenbach)

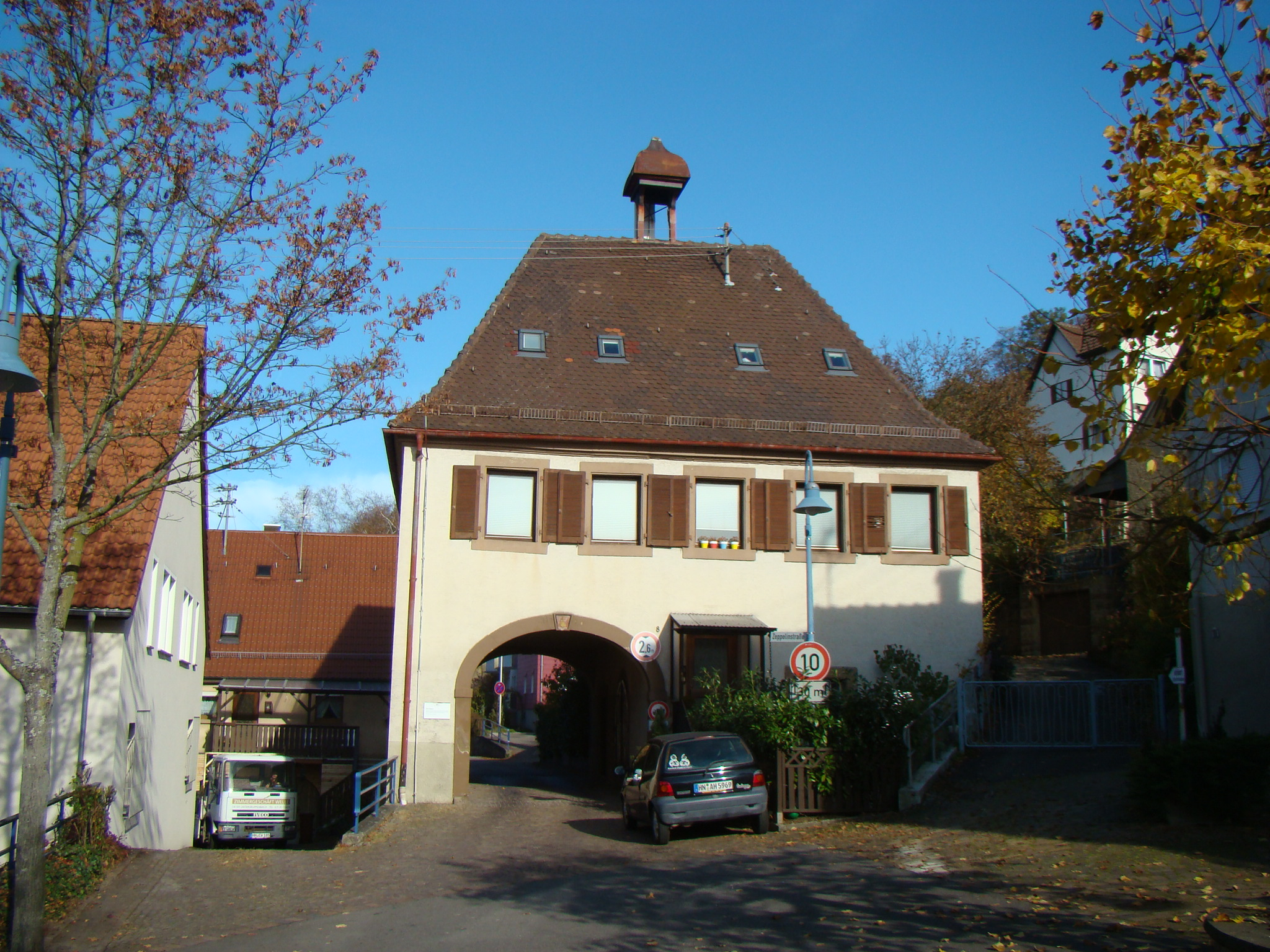
Altes Rathaus, 2011

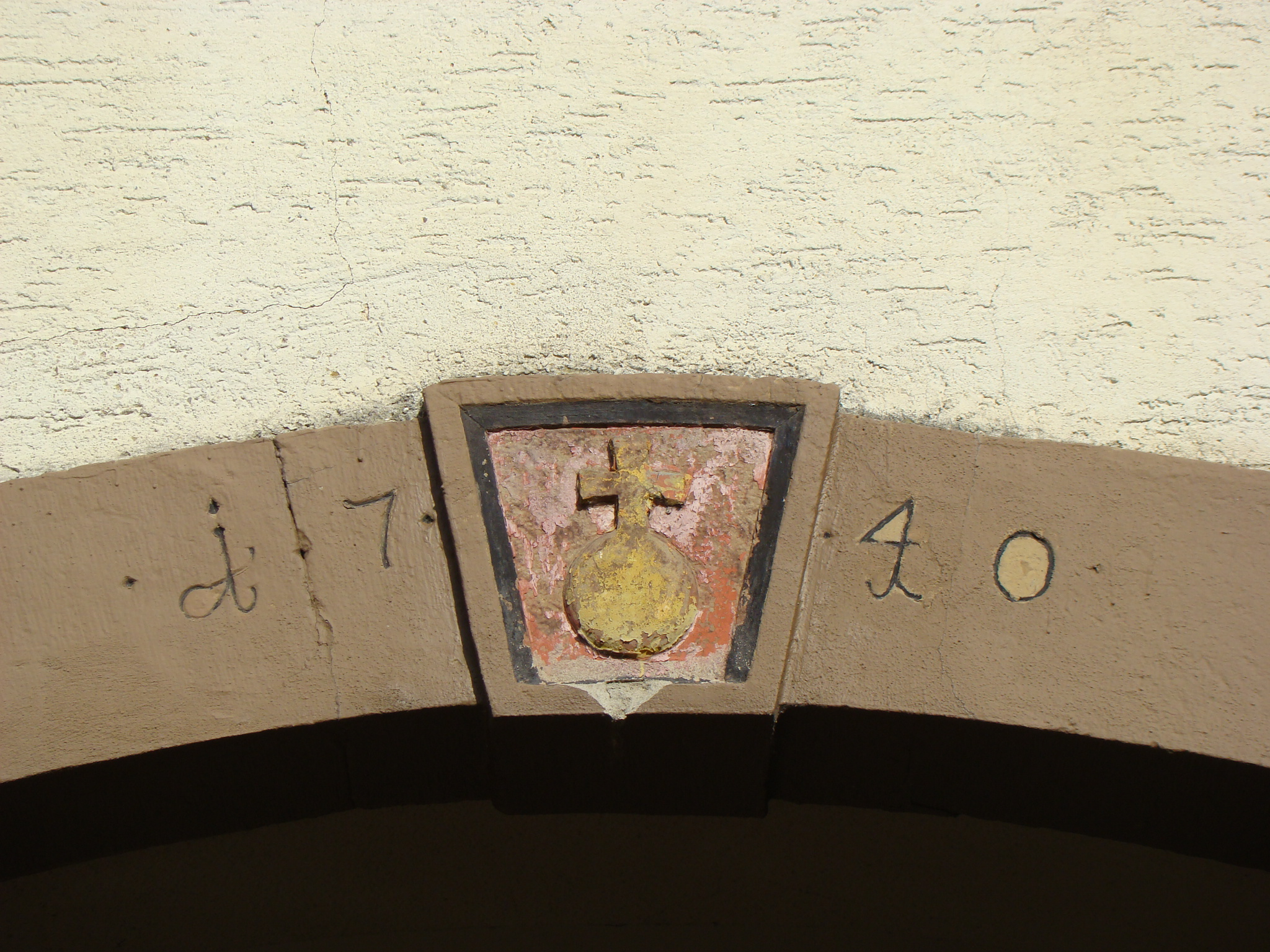
Ortswappen und Datierung 1740

Das Alte Rathaus in Untergruppenbach im Landkreis Heilbronn im nördlichen Baden-Württemberg wurde 1739/40 erbaut und diente bis 1963 als Rathaus der Gemeinde.
Der in Diensten der damaligen Ortsherren, der Fugger, stehende Baumeister Franz Häffele hat das Rathaus mit seiner charakteristischen Tordurchfahrt, vermutlich auf den Grundmauern eines Vorgängerbauwerks, in den Jahren 1739/40 errichtet. Der Dachreiter (einst mit Glocke und Wetterfahne) stammt aus dem Jahr 1822. Das Gebäude wurde bis 1963 als Rathaus genutzt, seitdem dient das von der Gemeinde erworbene frühere Pfarrhaus als Rathaus von Untergruppenbach. Das Alte Rathaus wurde noch 1963 in Privatbesitz veräußert und wird seitdem als Wohnhaus genutzt.